# Brazylijska Partia Socjalistyczna
Brazylijska Partia Socjalistyczna (Partido Socialista Brasileiro, PSB) – brazylijska partia polityczna.

## Historia

### Pierwszy PSB (1947-1965)
Partia powstała w 1947 roku i stanowiła opozycję względem reżimu Getulio Vargasa. Partia początkowo dystansowała się od radykalizmu partii komunistycznej (PCB). Ugrupowanie odgrywało mało znaczącą rolę na krajowej scenie politycznej. W wyborach prezydenckich w 1950 kandydat partii, João Mangabeira uzyskał jedynie 0,12%. W kolejnych latach partia zbliżyła się do PCB która zaczęła prowadzić bardziej umiarkowaną politykę. W wyniku wojskowego zamachu stanu w 1964 obalono lewicowego prezydenta João Goularta, wkrótce po zamachu stanu PSB została zdelegalizowana. Duża część działaczy partii socjalistycznej wstąpiła do jedynej legalnej partii opozycyjnej – Movimento Democrático Brasileiro.

### Drugi PSB
Po ponownej demokratyzacji kraju partia zbliżyła się do Partii Pracujących i w 1990 roku poparła Lulę w wyborach na stanowisko prezydenta. Po zwycięstwie PT ugrupowanie aktywnie wspierało nowy rząd. W 2010 roku partia ponownie poparła kandydata tejże partii, Dilmę Rousseff.